# USS LST-353
O USS LST-353 foi um navio de guerra norte-americano da classe LST que operou durante a Segunda Guerra Mundial.